# Мариконг, Ламин
Ламин Мариконг (англ. Lamin Marikong; род. 14 марта 1970) — гамбийский легкоатлет, выступавший в беге на короткие и средние дистанции. Участник летних Олимпийских игр 1992 года.

## Биография
Ламин Мариконг родился 14 марта 1970 года.
В 1990 году участвовал в Играх Содружества в Окленде. В беге на 200 метров не смог преодолеть квалификацию, показав результат 22,37 секунды и уступив всего 0,02 секунды худшему из попавших в четвертьфинал Люн Вин Квону из Гонконга. В беге на 400 метров пробился в четвертьфинал (49,75), но не вышел на старт. В эстафете 4х100 метров со сборной Гамбии занял 8-е место (41,65).
В 1992 году вошёл в состав сборной Гамбии на летних Олимпийских играх в Барселоне. В беге на 200 метров занял в забеге 1/8 финала 6-е место с результатом 22,33 секунды, уступив 0,9 секунды попавшему в четвертьфинал с 4-го места Абелю Цхаке Нзиманде из ЮАР. В беге на 400 метров был дисквалифицирован в забеге 1/8 финала. В эстафете 4х100 метров команда Гамбии, за которую также выступали Давда Джаллоу, Момоду Сарр и Абдуллех Джаннех, заняла в четвертьфинале последнее, 6-е место с результатом 40,98, уступив 0,87 секунды попавшей в полуфинал с 4-го места сборной Ганы.
После окончания выступлений стал тренером. Был главным тренером юниорской сборной Гамбии.

## Личные рекорды
- Бег на 100 метров — 10,6 (1992)[5]
- Бег на 200 метров — 21,2 (1989)[5]
- Бег на 400 метров — 47,9 (1992)[5]